# Långselet (Töre socken, Norrbotten)
Långselet är en sjö i Kalix kommun i Norrbotten och ingår i Töreälvens huvudavrinningsområde. Sjön har en area på 0,391 kvadratkilometer och ligger 78 meter över havet.

## Delavrinningsområde
Långselet ingår i det delavrinningsområde (735172-180175) som SMHI kallar för Ovan Småträskån. Medelhöjden är 101 meter över havet och ytan är 20,32 kvadratkilometer. Räknas de 10 avrinningsområdena uppströms in blir den ackumulerade arean 257,74 kvadratkilometer. Avrinningsområdets utflöde Töreälven (Tallån) mynnar i havet. Avrinningsområdet består mestadels av skog (91 procent). Avrinningsområdet har 0,66 kvadratkilometer vattenytor vilket ger det en sjöprocent på 3,2 procent.